# Monagas Sport Club "B"
El Monagas Sport Club "B" es un equipo de fútbol profesional venezolano de la ciudad de Maturín, filial del Monagas Sport Club.

## Historia
Fue fundado en 2009 mediante un proyecto que se hace realidad gracias a la iniciativa de la directiva azulgrana, la asociación de fútbol del estado, los representantes de las diferentes escuelas de categorías menores de la región y otras personalidades del ambiente futbolístico de la localidad, quienes se abocaron a consolidar dicha iniciativa, en función del crecimiento y desarrollo del balompié y de la formación de los jóvenes talentos con los que cuenta este estado.

## Estadio
El equipo compite en la Cancha Alterna del Estadio Monumental de Maturin en la ciudad de Maturín, para disputar sus partidos como equipo local, con una capacidad para 1000 espectadores. 

## Datos del Equipo
- Fundación: 2009
- Temporadas en 2ª: 1 (2011/12)
- Temporadas en 2ª "B": 2 (2009/10,2010/11)
- Mejor Puesto en 2ª: 4°- Grupo Oriental (Apertura 2011)
- Peor Puesto en 2ª : 4°- Grupo Oriental (Apertura 2011)
- Mejor Puesto en 2ª "B": 2° - Grupo Oriental (2009/10,2010/11)
- Peor Puesto en 2ª "B": 3° - Grupo Oriental (Permanencia 2012)

## Temporadas
Temporadas disputadas por el Monagas Sport Club "B"
| Temporada | Pos° | JJ | JG | JE | JP | GF | GC | +/- | Ptos | Categoría            | Fase                         |
| --------- | ---- | -- | -- | -- | -- | -- | -- | --- | ---- | -------------------- | ---------------------------- |
| 2009/10   | 2°   | 16 | 8  | 7  | 1  | 31 | 11 | +20 | 33   | Segunda División "B" | Grupo Oriental               |
| 2010/11   | 2°   | 20 | 9  | 6  | 5  | 34 | 19 | +15 | 33   | Segunda División "B" | Grupo Oriental               |
| 2011/12   | 4°   | 14 | 4  | 5  | 5  | 12 | 15 | -3  | 17   | Segunda División "A" | Apertura - Grupo Oriental    |
|           | 3°   | 14 | 7  | 2  | 5  | 20 | 12 | +8  | 23   | Segunda División "B" | Permanencia - Grupo Oriental |
| 2012/13   | -°   | 1  | 0  | 1  | 0  | 2  | 2  | 0   | 1    | Segunda División "A" | Apertura - Grupo Oriental    |